# Culpa in contrahendo
Culpa in contrahendo (lateinisch: Verschulden bei Vertragsschluss), oft auch c.i.c. abgekürzt, bezeichnet die schuldhafte Verletzung von Pflichten aus einem vorvertraglichen (gesetzlichen) Schuldverhältnis. Die c.i.c. gehört zu den vertragsähnlichen Ansprüchen.

## Grundlagen und Entwicklung
Gesetzlich geregelt wurden die Folgen eines Verschuldens beim Vertragsschluss erstmals im Preußischen ALR von 1794: „Was wegen des bey Erfüllung des Vertrages zu vertretenden Grades der Schuld Rechtens ist, gilt auch auf den Fall, wenn einer der Contrahenten bey Abschließung des Vertrags die ihm obliegenden Pflichten vernachläßigt hat.“
Als Entwickler des Grundsatzes der culpa in contrahendo gilt allerdings Rudolf von Jhering, der 1861 eine Abhandlung darüber verfasste. Diese befasste sich in erster Linie mit den Themenkomplexen der Haftung des Irrenden nach Anfechtung, der Haftung des Vertreters ohne Vertretungsmacht beziehungsweise des Verkäufers einer nicht existierenden Sache. Unter Einbezug eines Urteils des damaligen Landgerichts Köln, das den sogenannten „Telegraphen-Fall“ zu entscheiden hatte, ging Jhering davon aus, dass schon im Veranlassen eines Missverständnisses ein Verschulden des Erklärenden erblickt werden könne. Ihm fiel auf, dass die von ihm untersuchten Fälle die Gemeinsamkeit aufwiesen, dass sie in einem engen Verhältnis zu einer Vertragsanbahnung standen. Aus der Tradition der Historischen Rechtsschule war für ein eigenformuliertes Postulat (wertende Fallentscheidung) nach einer Rückversicherung in den Quellen des römischen Rechts zu suchen, das Jhering – zwar in spärlicher Form – sogar vorfand. So hielt er letztlich fest: „Wer kontrahiert, tritt damit aus dem rein negativen Pflichtenkreis des außerkontraktlichen Verkehrs in den positiven der Kontraktssphäre.“ Letztlich nutzte Jhering, nach Auffassung Kreuzers, ein klassisches Instrument der Rechtsfortbildung und blieb im System der anerkannten Rechtsquellen. Rechtsgrund für die Konstruktion war die archaische actio legis Aquiliae, kombiniert mit der auf der actio doli beruhenden Deliktsordnung des späteren Gemeinen Rechts.
Für die abgehandelten Fallgestaltungen wurde im BGB die von Jhering vorgeschlagene Rechtsfolge der Haftung auf das negative Interesse verankert. Gleichwohl gab es zunächst keine Norm, die vorvertragliche Pflichtverletzungen allgemein regelte. Da darin eine Gesetzeslücke im BGB erkannt wurde, füllte die Rechtsprechung diese durch die (Weiter-)Entwicklung des Rechtsinstituts der culpa in contrahendo.
Mit der gesetzlichen Schuldrechtsmodernisierung im Jahr 2002 wurde das Rechtsinstitut endlich gesetzlich (§ 311 Abs. 2 in Verbindung mit § 280 Abs. 1 in Verbindung mit § 241 Abs. 2 BGB) geregelt.
Das „Gegenstück“ zur vorvertraglichen culpa in contrahendo bildet die culpa post contractum finitum. Sie erfasst Verletzungen nachwirkender Pflichten, die erst nach der Abwicklung des Vertrags auftreten.

## Inhalt und Beispiele
Es geht um den Ersatz eines außervertraglichen (vertragsähnlichen) Vertrauensschadens. Der Anspruch ergibt sich in besonderen Fällen eines vertrauensbildenden (Geschäfts-)Kontaktes aus der Konstruktion eines gesetzlichen Schuldverhältnisses, das sich nicht bereits aus einem Vertrag oder einer sonstigen gesetzlichen Regelungen ergibt. Dieser Kontakt kann durch die Aufnahme von Vertragsverhandlungen entstehen, unabhängig davon, ob es letztendlich zu einem Vertragsschluss kommt oder nicht. Rechtsdogmatische Begründung der c.i.c. ist, dass bereits im vorvertraglichen Bereich dem Gegenüber eine erhöhte Einwirkungsmöglichkeit auf Rechte und Rechtsgüter Dritter ermöglicht wird. Deshalb wird davon ausgegangen, dass gesteigerte Schutz- und Verkehrssicherungspflichten bestehen, deren Verletzung schadensersatzpflichtig machen. Werden beispielsweise einem Unternehmensberater von einem potenziellen Mandantenunternehmen während der Akquisephase Geschäftsgeheimnisse anvertraut, kommt im Anschluss aber kein Vertrag zustande, und der Unternehmensberater veröffentlicht daraufhin die Geschäftsgeheimnisse dieses Interessenten, so liegt ein Fall der culpa in contrahendo vor.
In einer Grundsatzentscheidung hatte der BGH betont, dass Haftungsansprüche Dritter grundsätzlich nur die unmittelbar am beabsichtigten Vertrag beteiligten Parteien seien und nicht deren Vertreter oder Verhandlungsgehilfen. Soweit die Rechtsprechung dazu Ausnahmen zuließ, waren diese auf an Vertragsverhandlungen beteiligte Dritte beschränkt, die neben der verhandelnden Partei „besonders an einem Vertragsschluss interessiert“ waren oder „besonderes Vertrauen für sich beansprucht“ hatten. Der BGH erkannte in diesen beiden deutlich auseinanderliegenden Kriterien für die Schaffung von Ausnahmen eine Widersprüchlichkeit, die er so auflöste, dass heute nur das letztere Kriterium die Haftung eines hinter den an der Vertragsanbahnung Beteiligten auslösen kann.
Aber auch in alltäglicheren Situationen erlangt dieses Institut Bedeutung: Verletzt man sich z. B. beim Bummeln im Kaufhaus, weil die Reinigungskräfte ihren Aufgaben nicht ordentlich nachgekommen sind (Salatblattfall) oder weil das Verkaufspersonal Ware unsachgemäß in einem Hochregal gelagert hat (sogenannter Linoleumrollen-Fall), so ist auch hier eine vorvertragliche Haftung des Kaufhausbetreibers eröffnet. Nachrangig greift zwar daneben die deliktische Haftung. Im Deliktsrecht kann sich der Geschäftsherr jedoch (anders als im Bereich des vertraglichen Schadensersatzes) gegebenenfalls von der Verantwortung für das Fehlverhalten der Angestellten exkulpieren (§ 831 BGB).
Dieser Umstand kann bedeutsam sein, wenn der verantwortliche Angestellte nicht konkret ermittelt werden kann oder selbst gar nicht die finanziellen Mittel besitzt, um für den Schaden aufzukommen. Der culpa in contrahendo kommt besondere Bedeutung dort zu, wo die vorvertragliche Haftung gegenüber anderen Haftungsinstituten, insbesondere gegenüber dem Deliktsrecht, einen weiterreichenden Schutz bietet. Der Vorteil besteht vor allem im Bereich der Verschuldenszurechnung (keine Exkulpationsmöglichkeiten des Haftenden, vgl. zweites Beispiel), sowie einer Vermutung dieses Verschuldens (§ 280 Abs. 1 S. 2 BGB), welche dann die Gegenseite widerlegen muss (Beweislastumkehr). Auch sind über die weitergehenden Vertragspflichten reine Vermögensschäden erfasst (vgl. im ersten Beispiel oben den besonderen Vertrauensschutz).
Ausnahmsweise können auch Dritte vom Schutz der culpa in contrahendo erfasst werden. Dies geschieht nach den Regeln des Vertrages mit Schutzwirkung zugunsten Dritter.

## Rechtsfolgen
Wer schuldhaft eine vorvertragliche Pflicht verletzt, ist, ebenso wie der Verletzer einer vertraglichen Pflicht, zum Schadensersatz nach den §§ 249 ff. BGB verpflichtet. Unabhängig davon, ob später ein Vertrag geschlossen wurde, kann der Geschädigte verlangen, so gestellt zu werden, wie er ohne die Pflichtverletzung während der Vertragsverhandlungen stünde. Wäre es bei pflichtgemäßem Verhalten des anderen Teils überhaupt nicht zu einem Vertragsabschluss gekommen, kann der Geschädigte die Rückabwicklung des Vertrages verlangen.

## Culpa in contrahendo nach Schweizer Recht
Die culpa in contrahendo ist im Schweizer Recht die schuldhafte Verletzung von vorvertraglichen Pflichten. Ihre Voraussetzungen sind dabei Vertragsverhandlungen, das Vorliegen eines schutzwürdigen Vertrauens, eine Pflichtverletzung sowie ein Schaden, Kausalzusammenhang und Verschulden. Die Pflichtverletzung im Besonderen leitet sich aus dem Grundsatz von Treu und Glauben ab und umfasst u. a. die Pflicht zu ernsthaften Verhandlungen.
Ihrer Natur nach handelt es sich um eine eigenständige Haftungsgrundlage, welche zwischen Vertrag und Delikt angesiedelt ist. In der Schweiz hat die c.i.c. bisher jedoch noch keinen Niederschlag im Gesetz gefunden. Gemäß schweizerischer Doktrin ist die c.i.c. eine Sonderform der Vertrauenshaftung. Aus dogmatischer Sicht ist die c.i.c. im Schweizer Recht den quasivertraglichen Ansprüchen zuzuweisen, was zur Folge hat, dass das positive Vertrauensinteresse zu ersetzen ist, dem Schädiger jedoch die Herabsetzungsgründe nach Art. 44 OR sowie Art. 99 Abs. 3 OR zur Verfügung stehen. Während das Bundesgericht von einer Verjährungsfrist von 1 Jahr ausgeht (Delikt), verlangt die Lehre eine 10-jährige Verjährungsfrist (Vertrag).
Das Vorliegen eines c.i.c. führt ebenfalls nicht zur Aufhebung des Vertrags, sondern nur zu den Schadenersatzfolgen. Wer als Geschädigter den Vertrag aufheben will, muss sich daher auf Übervorteilung (Art. 21 OR), Irrtum (Art. 23 OR) oder absichtliche Täuschung (Art. 28 OR) berufen.